# Cette p... de fille de joie
Pour plus de détails, voir Fiche technique et Distribution.
Cette p... de fille de joie (anglais : The Bitch) est un drame érotique britannique réalisé par Gerry O'Hara et sorti en 1979.
Il s'agit de la suite du Bel Étalon (1978) et, comme son prédécesseur, il est adapté d'un roman de la femme de lettres britannique Jackie Collins et met en scène sa sœur Joan Collins dans le rôle de Fontaine Khaled. Les deux films ont été réalisés pour une somme relativement modeste, mais ont été très rentables en salles et ont figuré parmi les premiers succès du marché émergent de la vidéo domestique au début des années 1980.

## Synopsis
Fontaine Khaled est la propriétaire d'une boîte de nuit populaire à Londres, mais elle est confrontée à des problèmes financiers. En même temps, elle doit jongler entre différents hommes dans sa vie et même se confronter à la mafia.

## Fiche technique
- Titre français : Cette p... de fille de joie ou Papillon de nuit[1]
- Titre original : The Bitch ou Lady Diamond[2]
- Réalisation : Gerry O'Hara
- Scénario : Gerry O'Hara, d'après le roman de Jackie Collins
- Photographie : Dennis C. Lewiston
- Montage : Eddy Joseph
- Musique : Biddu
- Production : Brent Walker
- Société de production : Brent Walker Film Productions
- Pays de production :  Royaume-Uni
- Langue originale : anglais britannique
- Format : couleurs
- Genre : drame érotique
- Durée : 89 minutes
- Dates de sortie :
  - Royaume-Uni : 19 septembre 1979
  - France : 1981

## Distribution
- Joan Collins : Fontaine Khaled
- Antonio Cantafora : Nico Cantafora
- Kenneth Haigh : Arnold Rinstead
- Ian Hendry : Plume de Grive
- Pamela Salem : Lynn
- Sue Lloyd : Vanessa Grant
- Mark Burns : Leonard Grant
- John Ratzenberger : Hal Leonard
- Carolyn Seymour : Polly Logan
- Doug Fisher (en) : Sammy